# Cea pulicaris
Cea pulicaris är en stekelart som beskrevs av Walker 1837. Cea pulicaris ingår i släktet Cea och familjen puppglanssteklar. Arten är reproducerande i Sverige. Inga underarter finns listade.